# Neulingen
Neulingen ist eine Gemeinde im Enzkreis in Baden-Württemberg. Bretten, Knittlingen und Pforzheim sind die nächstgelegenen Städte. Der Ortsteil Bauschlott ist Namensgeber der Bauschlotter Platte, eines Karstgebietes.

## Geographie

### Geographische Lage
Neulingen liegt etwa 10 Kilometer nördlich der kreisfreien Stadt Pforzheim auf einer wasserarmen Karsthochfläche, der Bauschlotter Platte, nahe der Grenze zwischen den ehemaligen Ländern Baden und Württemberg.

### Nachbargemeinden
Stadt Pforzheim, Ispringen, Ölbronn-Dürrn, Königsbach-Stein, Bretten, Eisingen, Kieselbronn, Knittlingen

### Gemeindegliederung
Die Gemeinde Neulingen besteht aus den ehemaligen Gemeinden Bauschlott, Göbrichen und Nußbaum. Zu den ehemaligen Gemeinden Bauschlott und Nußbaum gehören jeweils nur die gleichnamigen Dörfer. Zur ehemaligen Gemeinde Göbrichen gehören das Dorf Göbrichen und das Gehöft Katharinentaler Hof. Im Gebiet der ehemaligen Gemeinde Göbrichen liegen die Wüstungen Nidlingen und Schellbach. Im Gebiet der ehemaligen Gemeinde Nußbaum liegt die Wüstung Weiher.
Bauschlott bildet das Hauptzentrum mit Bürgermeisteramt und Gemeindeverwaltung.

### Schutzgebiete
In Neulingen gibt es drei Naturschutzgebiete: Der Bauschlotter Schlosspark im Nordwesten von Bauschlott, die Bauschlotter Au östlich von Bauschlott und die Neulinger Dolinen südlich von Göbrichen. Letzteres ist eingebettet in das Landschaftsschutzgebiet Gengenbachtal und Dolinenlandschaft südlich Göbrichen, an das westlich das Landschaftsschutzgebiet Eisinger Gäulandschaft anschließt.

## Geschichte

### Gemeinde Neulingen
Am 1. Januar 1974 wurden die bis dato eigenständigen Gemeinden Bauschlott und Nußbaum in die Gemeinde Göbrichen eingegliedert. Diese erhielt den neuen Namen Neulingen.
Dieser wurde in Anlehnung an das alte Nidelingen (auch Nitlingen, Neidlingen, Neutlingen) ausgewählt. Diese Siedlung lag auf der Gemarkung Göbrichen in der Nähe des heutigen Naturschutzgebiets „Neulinger Dolinen“ südlich des Ortsteils Göbrichen (48°56'30" Nord, 8°43'14" Ost). Der Ort wurde in der ersten Hälfte des 12. Jahrhunderts erstmals erwähnt; in seiner Blütezeit zwischen 1150 und 1250 war Nidelingen mit schätzungsweise 350 Einwohnern eines der größeren Dörfer der Region. 1367 soll Nidelingen bei einem Rachefeldzug des Schleglerbundes gegen den Grafen von Württemberg weitgehend zerstört worden sein. Anfang des 15. Jahrhunderts mindestens noch teilweise bewohnt, wurde das Dorf um 1450 aufgegeben.
Heute liegt das Zentrum der Gemeinde Neulingen bei 48°58'13" nördlicher Breite und 8°43'24" östlicher Länge (Position der Kirche im Ortsteil Bauschlott).
Zum 31. Dezember 2018 hatte die Gemeinde Neulingen 6729 Einwohner mit Erstwohnsitz.

### Ortsteil Bauschlott
Bauschlott, mit 3270 Einwohnern (Stand: 31. Dezember 2018), ist der größte der drei Ortsteile von Neulingen und wurde 1071 als „Buslat“ im Lorscher Codex erstmals erwähnt. Im Laufe der Jahrhunderte hatten die Klöster Hirsau, Gottesaue, Maulbronn und die Dominikanerinnen aus Pforzheim hier ihren Besitz. Von 1532 bis 1540 ließ Ritter Eglof von Wallstein ein Wasserschloss mit vier Türmen bauen. Auf dessen Fundamenten errichtete Friedrich Weinbrenner 1806 bis 1809 das heutige Landschloss im Auftrag des badischen Großherzogs Carl Friedrich (das Schloss ist heute in Privatbesitz). In Bezug auf das Schloss nennt man die Bauschlotter auch „Grofen“ (Grafen).

### Ortsteil Göbrichen
Göbrichen mit 2231 Einwohnern (Stand: 31. Dezember 2018) feierte 1992 sein 900-jähriges Bestehen. 1092 wurde es als Gebrichingen im Hirsauer Codex zum ersten Mal erwähnt. Nach einer wechselvollen Geschichte der Zugehörigkeit kam der Ort ab 1309 ganz zum Kloster Herrenalb. Die Kirche St. Ulrich entstand 1507. Markgraf Philipp von Baden warb das Gemarkungsgebiet den Mönchen ab, und seit 1527 gehörte Göbrichen ganz zur Markgrafschaft Baden-Durlach. Der Göbricher wird auch der „Hirsch“ genannt.

### Ortsteil Nußbaum
Nußbaum mit seinen 1228 Einwohnern (Stand: 31. Dezember 2018) ist der älteste der drei Ortsteile und als Muzboumen bereits im Jahre 883 im Lorscher Codex genannt; jedoch lassen die Reste einer größeren römischen Villa, die in der Nähe des heutigen Ortes gefunden wurden, auf eine wesentlich weiter zurückreichende Siedlungsgeschichte schließen. Eine im Jahr 1788 ebenfalls dort gefundene Herkules-Statuette wird im Landesmuseum Stuttgart aufbewahrt. Eine Kopie der Statuette ist seit Oktober 2011 im Heimatmuseum Nussbaum ausgestellt.

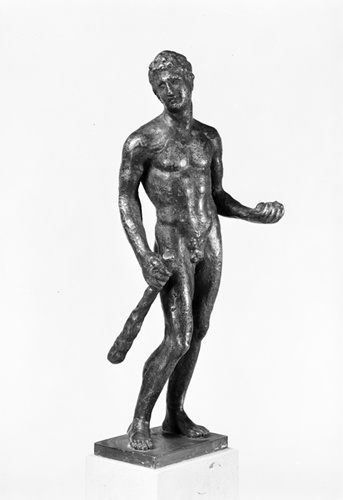
Hercules, zu erkennen an der Keule und den aus dem Garten der Hesperiden gestohlenen Äpfeln. Lange wurde sein Fundort mit Neulingen-Nußbaum angegeben, dies wurde inzwischen aber berichtigt.

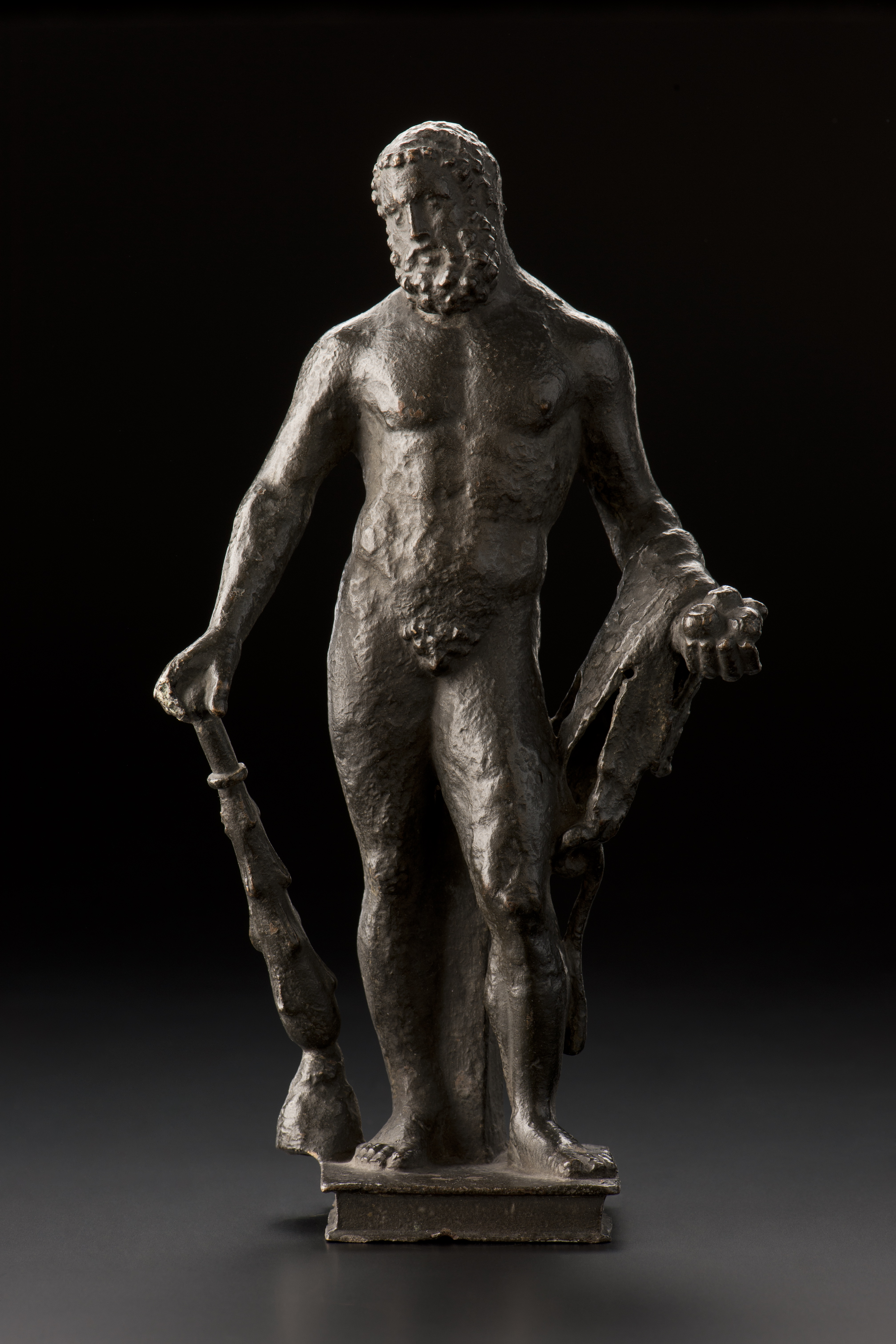
Figur des Hercules, vermutlich diente sie als Zierstück eines römischen Reisewagens. Lange wurde ihr Fundort mit Zazenhausen angegeben, dies konnte inzwischen aber durch Forschungen berichtigt werden. Nußbaum ist der korrekte Fundort.

Nach der Reformation fiel der Ort an Württemberg und kam erst 1806 durch den Tausch- und Epurationsvertrag im Zuge der napoleonischen Grenzveränderungen zum Großherzogtum Baden.
Die evangelische Kirche St. Stephan besitzt einen Romanischen Turm, einen gotischen Chor und im Chorraum Fresken aus dem Jahr 1492 und aus dem 16. Jahrhundert.
Die Nußbaumer nennt man auch die Backkörb. Der Legende nach weilte Kaiser Karl der Große in Nußbaum schon zur Jagd, während noch alles von Wald umgeben war, und vermutlich noch niemand hier wohnte. Allmählich seien die Lebensmittelvorräte ausgegangen. Als der Monarch nach der Jagd fragte, ob denn noch etwas zum Essen da sei, zeigte ihm ein kleiner Junge eine Walnuss, die er seiner Majestät schenken wollte. Der Kaiser freute sich zwar sehr über diese nette Geste, doch meinte er, dass dies weder dem Schenkenden noch dem Beschenkten etwas nütze und ließ diese Nuss an Ort und Stelle in die Erde legen. Sein Wunsch war es, dass, so wie aus der Nuss ein Nussbaum wachsen werde, an dieser Stelle ein Dorf entstehen solle, das man später Nußbaum heißen werde. Fest steht auf jeden Fall, dass Nussbäume in Nußbaum eine lange Tradition haben. Denn in früheren Zeiten standen am Ortseingang von Göbrichen her, auf der rechten Seite, zahlreiche Nussbäume.

## Politik

### Bürgermeister
Bürgermeister der Gemeinde ist seit dem 6. Juli 2006 Michael Schmidt. Er wurde im April 2014 mit 93,8 % der Stimmen im Amt bestätigt. Am 8. Mai 2022 wurde er mit 86,8 Prozent der Stimmen für eine dritte Amtszeit wiedergewählt.

### Gemeinderat
In Neulingen wird der Gemeinderat nach dem Verfahren der unechten Teilortswahl gewählt. Dabei kann sich die Zahl der Gemeinderäte durch Überhangmandate verändern. 2024 hat der Gemeinderat in Neulingen 15 Mitglieder, 2019 waren es 17. Er besteht aus den gewählten ehrenamtlichen Gemeinderäten und dem Bürgermeister als Vorsitzendem. Der Bürgermeister ist im Gemeinderat stimmberechtigt.
Die Kommunalwahl am 9. Juni 2024 führte zu folgendem Ergebnis.
| Partei                  | Stimmen 2024 | Sitze | Ergebnis 2019    |
| Freie Wählervereinigung | 43,91 %      | 7     | 52,6 %, 9 Sitze  |
| CDU                     | 27,72 %      | 4     | 24,7 %, 4 Sitze  |
| SPD                     | 14,62 %      | 2     | 22,7 %, 4 Sitze  |
| LMU Neulingen           | 13,74 %      | 2     | nicht angetreten |

### Gemeindeverwaltungsverband Neulingen
Der Sitz des Verbandes befindet sich in Neulingen mit den Mitgliedsgemeinden Kieselbronn, Neulingen und Ölbronn-Dürrn.
Seit dem 1. Januar 2011 werden die technischen Dienste in den Gemeinden Neulingen und Ölbronn-Dürrn vom Zweckverband „Bauhof Neulingen – Ölbronn-Dürrn“ wahrgenommen. Verbandsvorsitzender ist Bürgermeister Michael Schmidt, Neulingen; sein Stellvertreter Bürgermeister Norbert Holme, Ölbronn-Dürrn.

### Wappen
Das Gesamtwappen der Gemeinde wird in dieser Form seit 1974 geführt. Es ist eine Zusammenfassung der Ortswappen von Bauschlott, Göbrichen und Nußbaum: In Rot ein mit zwei schwarzen Rauten belegter goldener Schrägbalken, darüber ein goldener Großbuchstabe „G“, darunter ein goldener Sester.
Trotz des gemeinsamen Gemeindewappens ist der Stolz auf das eigene Ortswappen ungebrochen, und so wird heute noch an den Ortseingängen auf der Begrüßungstafel zu dem Gemeindewappen auch das Ortswappen und das Kreiswappen genutzt.

### Partnerschaften
Neulingen ist Gemeinde Europas und hält partnerschaftliche Beziehungen zu:
- Rubiera in der Provinz Reggio Emilia in Italien
- Győrújbarát in Ungarn
- Le Poiré-sur-Vie in Frankreich

## Wirtschaft und Infrastruktur

### Verkehr

#### Autobahn- und Bundesstraßenanbindung
- Bundesautobahn 8 Pforzheim-Nord ist ca. 7 km entfernt.
- Bundesautobahn 5 Bruchsal ist ca. 27 km entfernt.
- Durch Bauschlott führt die Bundesstraße 294.
- Über die Landesstraßen 571 und 611 besteht Anbindung an die Bundesstraßen 35 und 293.

#### Bahn- und Busanbindung
- Bahnanschluss im benachbarten Ort Ölbronn an die Strecke Mühlacker ↔ Bruchsal.
- Busanbindung in Richtung Pforzheim und Richtung Bretten
- Schulbusanbindung Neulingen (alle Teilortschaften) ↔ Königsbach-Stein

#### Radverkehr
Durch Neulingen führen zwei Landes-Radfernwege: 
- Der Heidelberg-Schwarzwald-Bodensee-Radweg führt von Heidelberg nach Radolfzell. Er verläuft von Bretten kommend durch Bauschlott und Göbrichen und führt weiter nach Pforzheim.
- Der Stromberg-Murrtal-Radweg führt von Karlsruhe nach Gaildorf und verbindet damit den Rheinradweg mit dem Kocher-Jagst-Radweg. Er verläuft von Königsbach-Stein kommend durch Göbrichen und Bauschlott und führt weiter an Kleinvillars (Stadt Knittlingen) vorbei nach Maulbronn.

### Medien
- Einmal wöchentlich (Donnerstag) erscheinendes „Amtsblatt Neulingen“.

### Öffentliche Einrichtungen
- Jugendraum in der Alten Schule von Bauschlott zur Freizeitnutzung der Neulinger Jugend. Um die Nutzung auch der Jugend der anderen Ortsteile von Neulingen zu ermöglichen, ist eine verbilligte Busfahrt mit den Kommunalen Verkehrsbetrieben geschaffen worden.

### Gewerbe
Die Ortsteile Bauschlott und Göbrichen besitzen größere Gewerbe- und Industriegebiete.
In Bauschlott Allmendäcker und Obere Klinge
In Göbrichen Wolfsbaum
Wichtige Gewerbezweige in der Gemeinde:
- Präzisions-, Kunststoff- und Metallverarbeitendes Gewerbe
- Handelsgewerbe
- Bau- und Handwerksgewerbe

### Bauwerke und Sehenswürdigkeiten
- Das Schloss Bauschlott geht auf ein ehemaliges Wasserschloss aus dem 16. Jahrhundert zurück und wurde in seiner heutigen Gestalt um 1800 von Friedrich Weinbrenner erbaut. Das Schloss war ursprünglich Sitz der Ortsherrschaft gewesen, war ab 1726 im Besitz der Markgrafen und Großherzöge von Baden und kam 1961 in Privatbesitz. Es war danach bis 2004 Wirkungsort der Künstlergilde Buslat und ist heute Sitz des J. S. Klotz Verlagshauses.
- Die Evangelische Kirche in Bauschlott wurde 1838 vom badischen Oberbaudirektor Heinrich Hübsch im Stil der Neoromanik erbaut. Sie ersetzte ein in der Nachbarschaft befindliches und nach Fertigstellung der neuen Kirche abgerissenes älteres Kirchlein auf dem alten Bauschlotter Friedhof.
- Die evangelische Kirche St. Ulrich in Göbrichen wurde von 1507 bis 1510 als Wehrkirche mit Wehrmauer erbaut. Sie ist nach Bischof Ulrich I. benannt.
- Die evangelische Kirche St. Stephan in Nußbaum wurde erstmals 1388 erwähnt, als ihr Langhaus verbreitert wurde. Der damals erneuerte östliche Langhausteil gilt als ältestes Bauwerk der Gemeinde Neulingen.
- Richtfunkturm in Stahlfachwerkbauweise in Göbrichen (Geographische Koordinaten: 48°57′12″ nördliche Breite, 8°42′37″ östliche Länge, Höhe: 76 Meter, Baujahr: 1998)
- Funkturm in Stahlfachwerkbauweise in Bauschlott (Geographische Koordinaten: 48°57′55″ nördliche Breite, 8°42′51″ östliche Länge)
- In den alten Ortskernen der Ortsteile befinden sich verschiedene, zum Teil unter Denkmalschutz stehende Fachwerkhäuser. Das Firstständerhaus Am Anger 28 in Bauschlott aus dem Jahr 1442 ist eines der ältesten Gebäude dieses Bautyps in Südwestdeutschland und überhaupt eines der ältesten Gebäude im Enzkreis. Das Fachwerkgebäude in der Austraße 5 in Bauschlott stand ursprünglich in Menzingen. Die beim Abriss des dortigen Baus gesicherten und eingelagerten Fachwerkbalken wurden unter Beibehaltung der originalen Innenaufteilung für den Bau in Bauschlott wiederverwendet.[9]

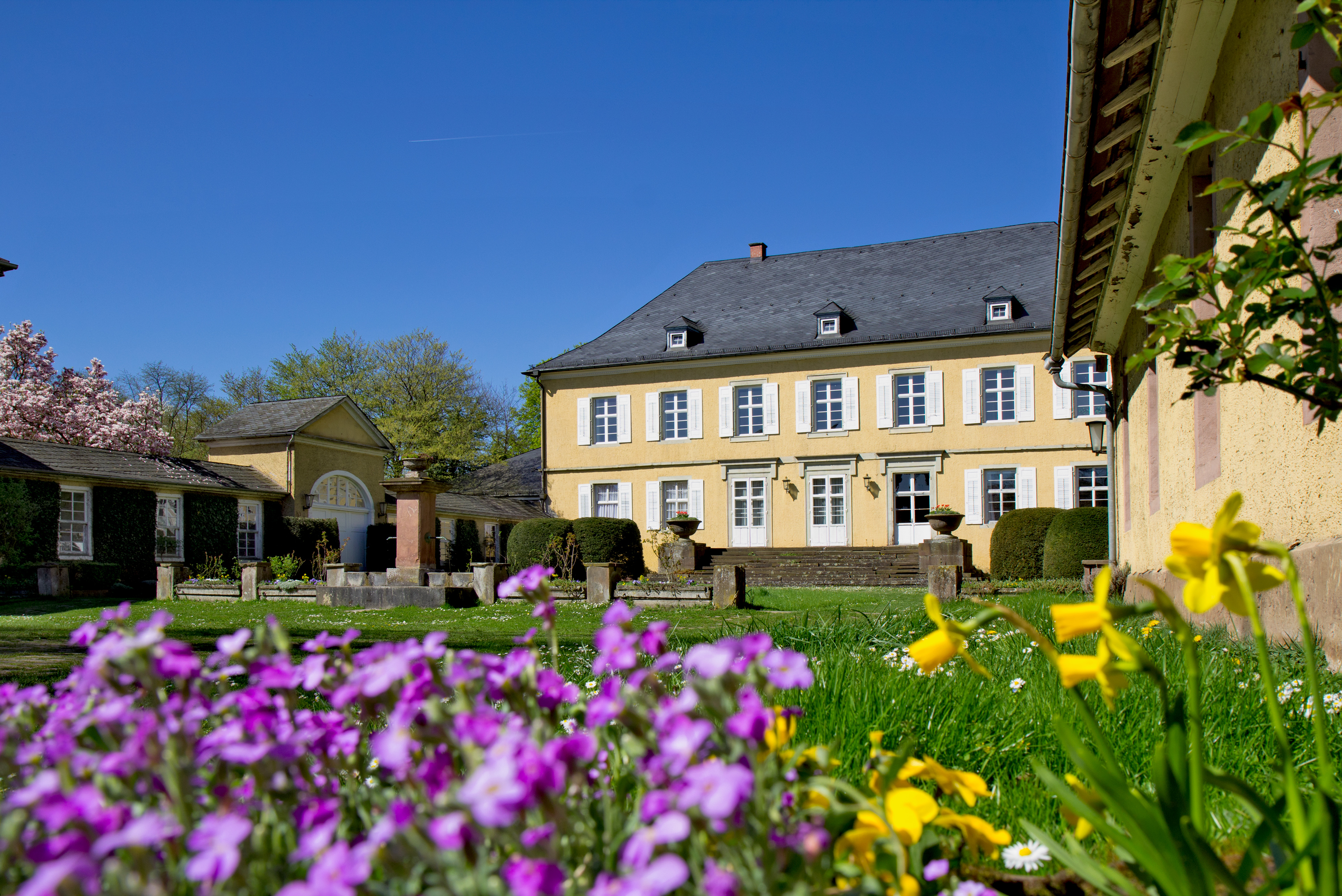
Schloss Bauschlott
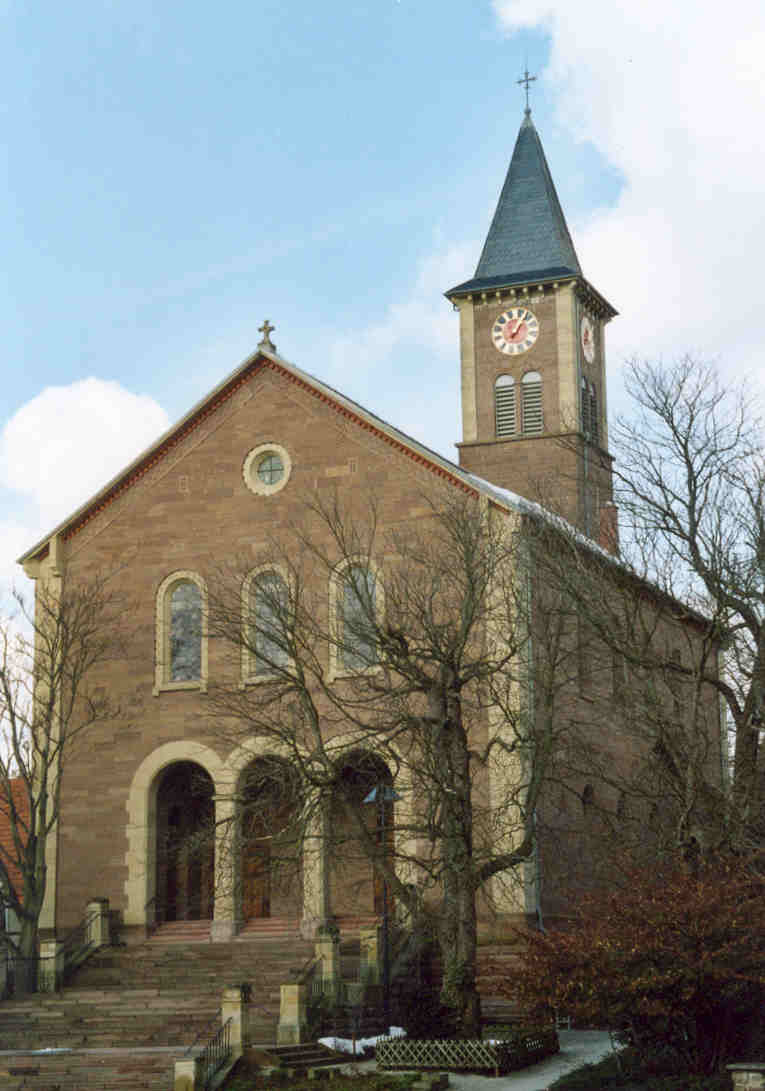
Evangelische Kirche in Bauschlott
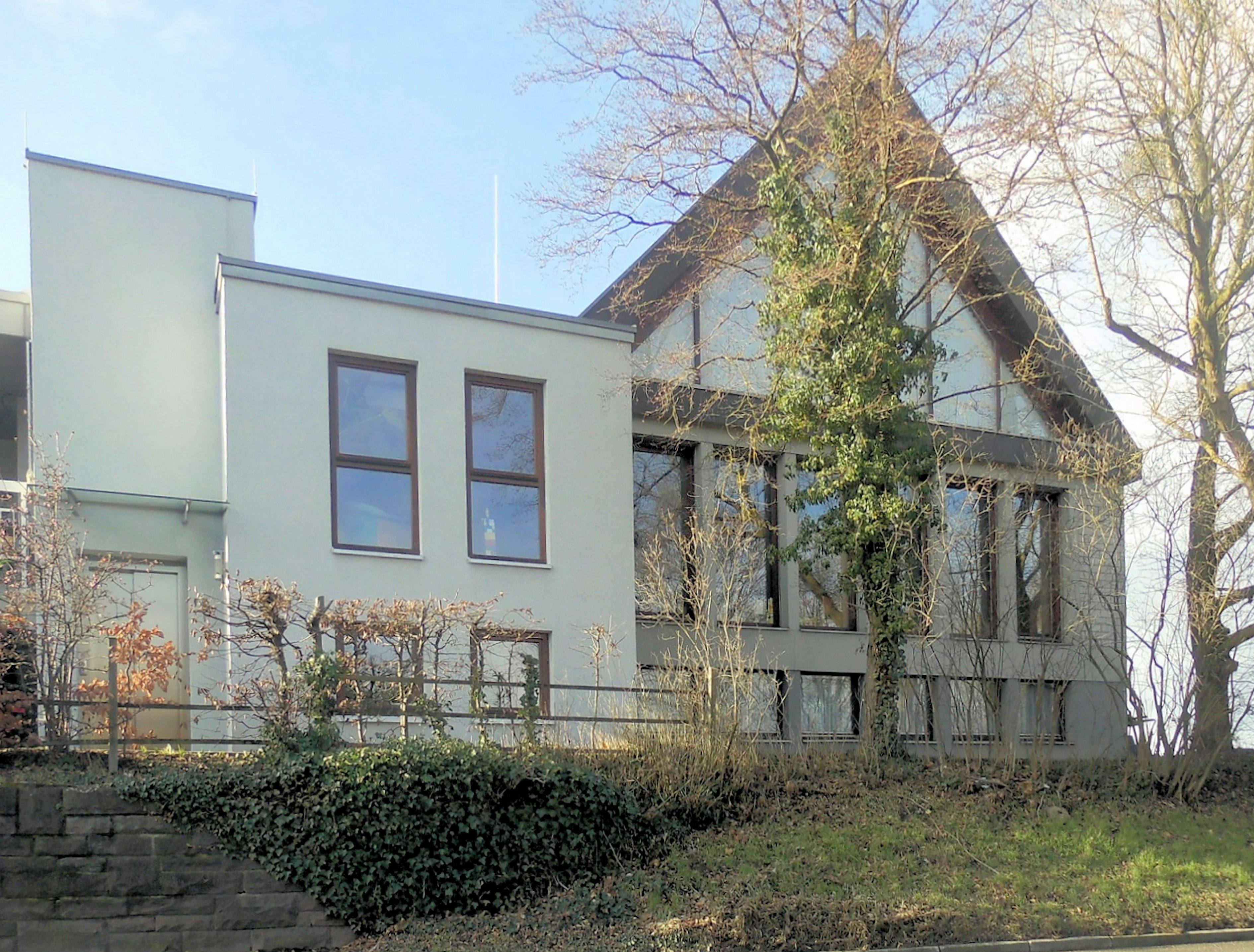
Methodistenkirche Bauschlott

### Bildung und Kinderbetreuung
Die Gemeinde verfügt über Grundschulen in allen drei Ortsteilen.
Der Ortsteil Nußbaum verfügt über eine Kindertagesstätte, die Ortsteile Bauschlott und Göbrichen verfügen über je zwei Kindertagesstätten.

### Gesundheit und Pflege
Der Ortsteil Bauschlott verfügt über ein Alten- und Pflegeheim.

### Museen
Der ehemalige Schaf- und Farrenstall an der Bergstraße im Ortsteil Nußbaum wurde von der Gemeinde mit Unterstützung des Heimatvereins Nußbaum e. V. und mit Spenden aus der Bevölkerung zum Dorfgemeinschaftshaus mit Heimatmuseum umgebaut. In historisch eingerichteten Räumen wird die einstige Lebenswelt der Dorfbewohner gezeigt und von Zeit zu Zeit mit Vorführungen veranschaulicht.

### Sport
- Golfplatz vor den Toren Bauschlotts
- Flugplatz zwischen Bauschlott und Nußbaum für Modellflugzeuge
- Alle drei Ortsteile besitzen je eine Mehrzweckhalle und einen Fußballplatz mit Anhang von Sportplätzen (Volleyball, Handball, Basketball, Badminton etc.)
- Tennis kann in Bauschlott auf vier Plätzen gespielt werden.
- Hundeübungsplatz in Bauschlott Richtung Bretten
- Reiten im Ländlichen Reit-, Zucht- und Fahrverein Göbrichen, an der Ortsausfahrt Richtung Nußbaum.

### Regelmäßige Veranstaltungen
- alle zwei Jahre wiederkehrendes Straßenfest in Bauschlott
- jährliches Maifest 30. April bis 1. Mai des MV Bauschlott
- jährliches Maifest 30. April bis 1. Mai der Freiwilligen Feuerwehren in Göbrichen und Nußbaum
- jährliches Maifest am 1. Mai der Freiwilligen Feuerwehr Bauschlott
- jährliches Sommerfest der Freiwilligen Feuerwehr Nußbaum (Mitte Juli)
- jährliches Straßenfest des Seniorenzentrums Bethesda (Anfang Juni)
- jährliches Herbstkonzert des MV Bauschlott an Allerheiligen (1. November)
- jährliche Theaterabende des „Grofe-Theaters“ (MV Bauschlott) in der 2. Januarhälfte
- jährliche „Hocketse“ (Schaschlik-Fest) des MV Bauschlott Ende August/Anfang September vor dem alten Rathaus Bauschlott auf dem Dorfanger

## Besonderheit
Der Katharinenthalerhof hat die abweichende Postleitzahl 75177, die auch für die Pforzheimer Nordstadt gilt.

## Persönlichkeiten

### Söhne und Töchter der Gemeinde
- 1896, Karl Abetz, † 1964, Forstwissenschaftler und Hochschullehrer
- 1944, Michael Rieth, † 2014, Musikjournalist und Autor
- 1944, Jörg Duppler, Marineoffizier und Militärhistoriker (geb. in Bauschlott)
- 1971, Jay Alexander, Tenor

### Persönlichkeiten, die mit der Gemeinde in Verbindung stehen
- 1849, Bertha Benz, geb. Ringer, † 1944, Ehefrau von Carl Benz, machte bei ihrer Fahrt von Mannheim nach Pforzheim und zurück Anfang August 1888 in Bauschlott einen unfreiwilligen Zwischenstopp und ließ vom Schuhmacher Karl Britsch vor dem Gasthaus Adler neues Leder auf ihre Bremsklötze nageln. Seit 2008 erinnert die durch Bauschlott führende Bertha Benz Memorial Route an jene erste automobile Fernfahrt der badischen Pionierin. Seit 2010 befindet sich daher auch ein Denkmal zu Ehren Bertha Benz auf dem Anger in Bauschlott.